# 7355 Bottke
7355 Bottke è un asteroide della fascia principale. Scoperto nel 1995, presenta un'orbita caratterizzata da un semiasse maggiore pari a 2,2587256 UA e da un'eccentricità di 0,1645556, inclinata di 7,66831° rispetto all'eclittica.